# 切頂二十四胞体
切頂二十四胞体（せっちょうにじゅうしほうたい、英: Truncated icositetrachoron）とは、四次元半正多胞体の一種である。正二十四胞体の頂点を切り落としたもの。
- 構成立体：立方体 24個、切頂八面体 24個
- 構成面：正方形 144枚、正六角形 96枚
- 辺：384
- 辺形状：96の辺には切頂八面体3個が集まり、残りの288の辺には立方体1個と切頂八面体2個が集まる。
- 頂点：192
- 頂点形状：三角錐（立方体 1個、切頂八面体 3個）